# فرودگاه سلپرنگ
فرودگاه سلپرنگ (به انگلیسی: Selaparang Airport) یک فرودگاه همگانی است که یک باند فرود آسفالت دارد و طول باند آن ۲۰۸۹ متر است. این فرودگاه در شهر ماتارام کشور اندونزی قرار دارد و در ارتفاع ۱۷٫۳ متری از سطح دریا واقع شده‌است.